# Maxwell Hairston
Maxwell Hairston (West Bloomfield, 6 agosto 2003) è un giocatore di football americano statunitense che milita nel ruolo di cornerback per i Buffalo Bills della National Football League (NFL).

## Carriera universitaria
Nella sua prima stagione a Kentucky nel 2022, Hairston mise a segno 2 tackle. Nel primo turno della stagione 2023 forzò un fumble nella vittoria su Ball State per 44–14. La settimana successiva fece registrare il suo primo intercetto contro Eastern Kentucky. Nella settimana 3 guidò la squadra con 7 placcaggi nella sconfitta contro Akron. Nella settimana 4 stabilì un record dell’istituto due intercetti ritornati in touchdown nella stessa gara, nela vittoria su Vanderbilt Commodores. La sua stagione si chiuse con 66 tackle, 2 sack e 5 intercetti, venendo inserito nella seconda formazione ideale della Southeastern Conference (SEC). Nell’ultima stagione terminò con 19 placcaggi, un sack e un intercetto in 7 presenze, venendo nuovamente inserito nella seconda formazione ideale della SEC.

## Carriera professionistica

### Buffalo Bills
Hairston fu scelto nel corso del primo giro (30º assoluto) del Draft NFL 2025 dai Buffalo Bills.